# Dueño de nada
Dueño De Nada es el título del 14°. álbum de estudio grabado por el artista venezolano José Luis Rodríguez "El Puma". Fue lanzado al mercado bajo el sello discográfico CBS Discos en 1982. El álbum fue dirigido y producido en Madrid, España por el compositor y productor musical español Manuel Alejandro y coproducido por David Beigdeber y por el ingeniero de sonido José Antonio Álvarez Alija. Se grabó una versión en portugués para la filial brasileña de CBS donde incluye el tema Me Vas A Echar De Menos (Atrévete). Forma parte de la lista de los 100 discos que debes tener antes del fin del mundo, publicada en 2012 por Sony Music. El álbum vendió más de 15 millones de copias en todo el mundo siendo así el segundo disco más vendido compuesto por Manuel Alejandro después de "Secretos" de José José y el más vendido de José Luis Rodríguez. Los sencillos "Dueño de Nada", "Si A Veces Hablo De Ti", "Te Propongo Separarnos", "Un Toque De Locura" y "Hay Muchas Cosas Que Me Gustan De Ti" llegaron al N° 1 en Argentina, Brasil, Bolivia, Chile, Colombia, Costa Rica, Ecuador, España, Uruguay, México, Centroamérica, Israel, Venezuela, U.S.A. e Italia.

## Lista de canciones
- Todas las canciones escritas y compuestas por Manuel Alejandro y Ana Magdalena, excepto donde se indica.

| Dueño de nada |                                        |                                  |          |  |
| N.º           | Título                                 | Escritor(es)                     | Duración |  |
| 1.            | «Dueño de nada»                        | Manuel Alejandro · Ana Magdalena | 5:16     |  |
| 2.            | «Si a veces hablo de ti»               | Manuel Alejandro · Ana Magdalena | 5:18     |  |
| 3.            | «Te propongo separarnos»               | Manuel Alejandro · Ana Magdalena | 4:22     |  |
| 4.            | «Hay muchas cosas que me gustan de ti» | Manuel Alejandro · Ana Magdalena | 3:08     |  |
| 5.            | «Te conozco desde siempre»             | Manuel Alejandro · Ana Magdalena | 3:59     |  |
| 6.            | «Un toque de locura»                   | Manuel Alejandro · Ana Magdalena | 4:42     |  |
| 7.            | «Volvamos a casa»                      | Manuel Alejandro · Ana Magdalena | 3:53     |  |
| 8.            | «Hay que quererte mucho»               | Manuel Alejandro · Ana Magdalena | 4:07     |  |
| 9.            | «Querida»                              | David Beigbeder                  | 4:25     |  |
| 10.           | «Pajarillo»                            | José Luis Rodríguez              | 3:29     |  |
| 41:30         |                                        |                                  |          |  |

## Créditos y personal[1]
- Manuel Alejandro: Producción y arreglos.
- José Antonio Álvarez Alija: Coproducción e ingeniería de sonido.
- David Beigbeder: Coproducción y dirección de orquesta.
- Stephen Bornstein: Diseño del álbum.
- Mauricio Gaudenzi: Asistente de grabación.
- Mario Houben: Fotografías de José Luís Rodríguez.
- Alejandro Monroy: Arreglos.
- José Luis Rodríguez "El Puma": Voz solista.